# Racotis plenifasciata
Racotis plenifasciata är en fjärilsart som beskrevs av W. Warren 1894. Racotis plenifasciata ingår i släktet Racotis och familjen mätare. Inga underarter finns listade.